# Enstrofia
L'enstrofia in fluidodinamica è definita come la varianza della vorticità. Si tratta di una quantità legata al tasso di dissipazione di energia cinetica nei moti turbolenti.
In particolare, questa grandezza fisica gioca un ruolo importante nella turbolenza bidimensionale, un'approssimazione valida ad esempio in fisica dell'atmosfera dove il rapporto tra scale caratteristiche orizzontali e verticali (dimensione geografica ed altitudine) è dell'ordine di 100, o per certe configurazioni nei plasmi magnetizzati.
La fenomenologia dei moti turbolenti in uno spazio bidimensionale presenta caratteristiche radicalmente diverse da quelle della cascata di energia turbolenta tridimensionale, essendo caratterizzata da una doppia cascata di energia ed enstrofia.

## Definizione
Per un flusso incomprimibile la vorticità è definita come il rotore del campo di velocità v, o talvolta la metà di questo valore. Nel piano {\displaystyle (x,y)} si ha:
{\displaystyle {\boldsymbol {\omega }}=\nabla \times \mathbf {v} =(0,0,\omega )^{t}\,,\qquad \omega ={\frac {\partial v_{y}}{\partial x}}-{\frac {\partial v_{x}}{\partial y}}}
Quindi definiamo
- l'energia (cinetica)   {\displaystyle E={\frac {1}{2}}\langle v^{2}\rangle }
- l'enstrofia {\displaystyle \Omega ={\frac {1}{2}}\langle \omega ^{2}\rangle }

La turbolenza può essere descritta come un processo stocastico che coinvolge v o ω dove possiamo associare un numero d'onda κ a ciascuna scala spaziale caratteristica. Il processo è caratterizzato da uno spettro di energia {\displaystyle E(\kappa )}{\displaystyle E(\kappa )}{\displaystyle E(\kappa )}, che permette di esprimere l'energia cinetica turbolenta {\displaystyle k}, la dissipazione di energia ε e l'enstrofia (in cui {\displaystyle \nu } è la viscosità cinematica).
{\displaystyle E=\int _{0}^{\infty }P(\kappa )\mathrm {d} \kappa \,,\qquad \epsilon =2\nu \int _{0}^{\infty }\kappa ^{2}P(\kappa )\mathrm {d} \kappa \,,\qquad \Omega =\int _{0}^{\infty }\kappa ^{2}P(\kappa )\mathrm {d} \kappa }
Si può quindi scrivere una relazione che collega il tasso di variazione di energia cinetica in un moto turbolento, con l'enstrofia del flusso:
{\displaystyle {\frac {dE}{dt}}=-2\nu \Omega }.

## Proprietà
L'evoluzione nel tempo del campo di vorticità, per un fluido incomprimibile e isotropo, è data dalla seguente equazione:
{\displaystyle {\frac {D{\boldsymbol {\omega }}}{Dt}}=\left({\boldsymbol {\omega }}\cdot \nabla \right)\mathbf {v} +\nu \nabla ^{2}{\boldsymbol {\omega }}},
in cui l'operatore {\displaystyle {\frac {D}{Dt}}={\frac {\partial }{\partial t}}+{\textbf {v}}\cdot \nabla } è la derivata materiale. Il termine {\displaystyle \left({\boldsymbol {\omega }}\cdot \nabla \right)\mathbf {v} } è detto vortex stretching, ed è responsabile della creazione o distruzione di enstrofia.

### Cascata di enstrofia

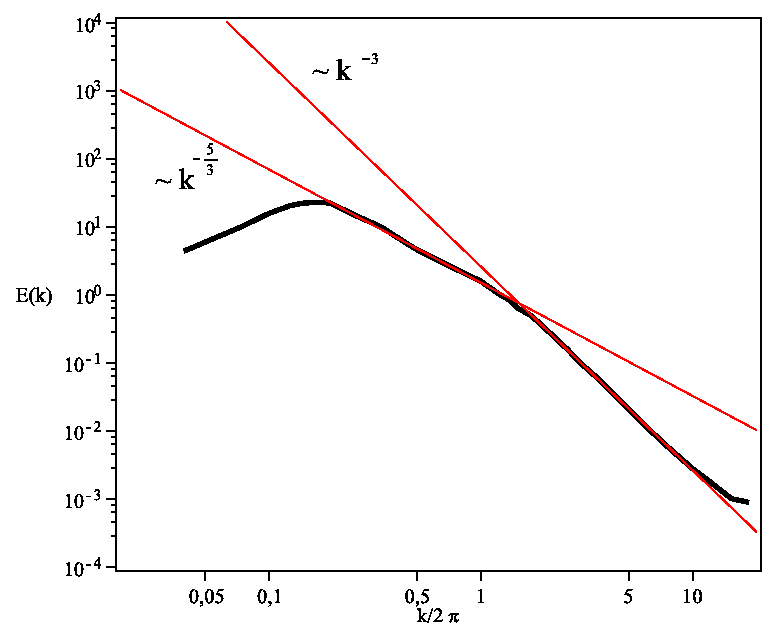
Doppia cascata di energia e enstrofia.

Nella turbolenza bidimensionale, non essendo possibile il vortex stretching (in quanto i campi di velocità e vorticità risultano perpendicolari fra loro in ogni punto), fenomeno fondamentale della turbolenza tridimensionale, cambia completamente la fenomenologia del flusso.
Robert Kraichnan, C. Leith e George Batchelor stabilirono, mediante considerazioni di analisi dimensionale, un meccanismo simile alla cascata turbolenta riguardante l'evoluzione di un sistema omogeneo e stazionario quando si inietta energia al numero d'onda {\displaystyle \kappa _{f}}, che porta all'instaurarsi di uno spettro auto-simile:
- per {\displaystyle k_{f}<k<k_{\eta }} lo spettro di energia è dominato dal trasferimento di enstrofia verso i grandi numeri d'onda (cascata diretta di enstrofia) è dato da (con {\displaystyle \zeta } il tasso di dissipazione di enstrofia)

{\displaystyle E(\kappa )\simeq k^{-3}\zeta ^{\frac {2}{3}}},
e la dissipazione avviene su una scala {\displaystyle \kappa _{\eta }} analoga alla scala di Kolmogorov:
{\displaystyle \kappa _{\eta }=\zeta ^{\frac {1}{6}}\nu ^{-3}}
- per {\displaystyle k_{f}<k<k_{\eta }} si verifica invece una cascata inversa (da lunghezze d'onda piccole a lunghe) di energia, che presenta un andamento analogo a quello dello spettro di Kolmogorov (o spettro inerziale) tridimensionale

{\displaystyle E(\kappa )\simeq \epsilon ^{\frac {2}{3}}k^{-{\frac {5}{3}}}}.
L'energia va quindi verso le grandi scale: in assenza di un meccanismo in grado di dissiparla, si osserva la formazione di grandi strutture coerenti che non hanno corrispondenza in turbolenza tridimensionale.
Un'altra notevole differenza rispetto al problema tridimensionale è l'assenza del fenomeno di intermittenza, per cui l'ipotesi di auto-similarità del campo di velocità turbolento risulta valida.